# Heterolamium
Heterolamium — рід багаторічних трав, що населяють Китай.

## Біоморфологічна характеристика
Листки серцеподібні, зубчасті на довгих ніжках. Суцвіття однобічних 1–3-квіткових щитків, що утворюють видовжений, кінцевий складний зонтик. Чашечка часто пурпурових відтінків, від циліндричної до дзвінчастої, сильно 2-губа, 5-лопатева (3/2). Віночок білий, сильно 2-губий, 5-лопатевий (4/1), задня губа з 4 коротких, округлих, ± рівних часточок, передня губа довша, з часткою трохи увігнутою, округлою, трубка вузькоциліндрична, пряма, виступає за чашечку. Тичинок 4. Горішки довгасто-яйцеподібні, гладкі до дрібносмугастих.

## Види
Рід містить 2 види: 
1. Heterolamium debile (Hemsl.) C.Y.Wu
2. Heterolamium flaviflorum (Z.Y.Zhu) L.Wei